# 滿月蛤總科
满月蛤總科（學名：Lucinoidea）是雙殼綱之下的一個總科，原來屬於簾蛤目，現時屬於獨自的满月蛤目。

## 分類
根據ITIS的資料，滿月蛤總科由以下六個科組成：
- Cyrenoididae H. & A. Adams, 1857
- 花籃蛤科 Fimbriidae Nicol, 1950
- 满月蛤科 Lucinidae Fleming, 1828
- Mactromyidae科 Cox, 1929 †
- 索足蛤科 Thyasiridae Dall, 1900 (1895)
- 蹄蛤科 Ungulinidae H. & A. Adams, 1857

但WoRMS依據2010年的分類，本總科現時只餘下满月蛤科一科還有生存種，以及兩個只有化石種的Mactromyidae科 Cox, 1929 † 和2015年新加入的Paracyclidae科 Johnston, 1993 †。
花籃蛤科被降格成為花籃蛤亞科（Fimbriidae），成為了滿月蛤科之下的成員。
蹄蛤科、索足蛤科及Cyrenoididae從滿月蛤總科獨立成為蹄蛤總科、索足蛤總科及Cyrenoididae，但只有索足蛤總科還留在滿月蛤目；蹄蛤總科跟Cyrenoididae則重新回歸到簾蛤目。